# Telescopio Crossley
El telescopio Crossley es un telescopio reflector de 36 pulgadas (910 mm) ubicado en el observatorio Lick en California, Estados Unidos.

## Historia
Fue donado al observatorio en 1895 por el político británico Edward Crossley, siendo reconstruido desde cero ya que sus montajes eran muy endebles. Fue utilizado por última vez en 2010 en la búsqueda de planetas extrasolares, siendo puesto fuera de servicio debido a los recortes presupuestarios. El espejo, y algunos de los montajes iniciales provienen del telescopio de 36 pulgadas Andrew Ainslie Common, que se encontraba originalmente montado en el observatorio Andrew que fue utilizado desde 1879 hasta 1886 para probar el concepto de astrofotografía de larga exposición (objeto de grabación demasiado débil para ser visto por el ojo humano por primera vez), siendo comprado por Crossley en 1886.
Las investigaciones de James Keeler ayudaron a establecer que los grandes telescopios reflectores de metal revestido con espejos de vidrio eran astronómicamente útiles, en lugar de utilizar espejos de metal pulido. Los grandes telescopios refractores estaban todavía en boga, pero el reflector Crossley inició el éxito de los grandes reflectores en la década de 1900. Otros grandes telescopios reflectores que siguieron el ejemplo del Crossley fueron entre otros, el de 60 pulgadas de la Universidad de Harvard o el del observatorio de Hamburgo de 39.4 pulgadas.